# Agalinis ramulifera
Agalinis ramulifera là loài thực vật có hoa thuộc họ Cỏ chổi. Loài này được Barringer mô tả khoa học đầu tiên năm 1987.